# روجر توماس
روجر توماس (بالإنجليزية: Roger Thomas)‏ هو سياسي بريطاني (وحمل سابقاً جنسية المملكة المتحدة لبريطانيا العظمى وأيرلندا)، ولد في 14 نوفمبر 1925 في المملكة المتحدة، وتوفي في 1 سبتمبر 1994. حزبياً، نشط في حزب العمال. في الانتخابات العامة للمملكة المتحدة 1979 ‏، انتخب عضو البرلمان الثامن والأربعون للمملكة المتحدة عن دائرة Carmarthen ‏ خلال فترته النيابية ‏ (3 مايو 1979 – 13 مايو 1983) وفي الانتخابات العمومية للمملكة المتحدة 1983 ‏، انتخب عضو البرلمان التاسع والأربعون للمملكة المتحدة عن دائرة Carmarthen ‏ خلال فترته النيابية ‏ (9 يونيو 1983 – 18 مايو 1987).